# グラスリップ
『グラスリップ』（GLASSLIP）は、P.A.WORKSによる日本のオリジナルテレビアニメ作品。2014年7月より9月まで放送された。
福井県坂井市三国町周辺のエリアをモデルにした町「日乃出浜」（ひのではま）を舞台に、6人の高校生の青春を描く。
監督は『true tears』の西村純二、副監督は安斎剛文、シリーズ構成は西村と『TARI TARI』で脚本を担当した佐藤梨香、キャラクターデザインは竹下美紀、音楽は松田彬人がそれぞれ担当する。

## あらすじ
実家がガラス工房の女子高生・深水透子は、カフェ『カゼミチ』で友人達と楽しく過ごしていた。高校3年の夏休み、透子達の学校に、未来の声が聞けると語る少年・沖倉駆が転校してくる。もし、未来を知ることが出来たら、自分は何を望むのか？ 感じたことのない動揺を覚えながらも、透子は胸の中に、ある感情が生まれる。同時に仲のよかった5人はカフェに集まることが少なくなっていく。

## 登場人物
深水 透子（ふかみ とうこ）
声 - 深川芹亜
本作の主人公。ガラス工房の家庭に育つ。美術部に所属する日乃出浜高校3年生。常に元気で明るい性格だが、天然が入っており恋愛感情にも少し鈍感である。また空気を読めない言動が多く、他の登場人物から「そこが好き」と度々言われている。早とちりすることも多く、電話で駆の父親と駆を間違え矢継ぎ早に用事を伝えようとしたり、着信を見なかったため、祐からの電話を駆と勘違いしたりしている。
「カゼミチ」に集まるメンバーのことを誰よりも大事に想っており、告白をしてきた雪哉に対しても友達としての感情しかない上、やなぎの気持ちも知っているため、断っている。鶏を模写していた際に駆と出会い、彼から自分がガラスなどキラキラした物を通して見える幻覚のようなものを“未来の欠片”だと聞かされる。同じ能力を持つ駆といると映像と音がはっきりと分かることから彼に興味を持たれ、お互いの距離を縮めていく。出会った当初は初対面での彼の態度に不満を露わにしたり、気取っていると評すなどあまり好意的ではなかったが、親しくなっていく内に徐々に異性として意識していくようになる。
“未来の欠片”が見えるようになってから数々のジレンマに頭を悩まされていたが、母親に「人生が二度楽しめる」と言われてから前向きに考えるようになった。しかし、その能力は徐々に暴走し、不穏な未来を視るようになっていくことから心身ともに不安定になっていく。二人称を呼び捨てにすることは一度もなく、妹である陽菜にもちゃん付けで呼んでいる。沖倉家の演奏に招かれた際、駆と立場がいれかわった自分が冬に転校してくる世界を経験し、さらに自分のことを駆以外の誰も知らないという世界まで経験してしまったことで精神的に追い詰められてしまう。
未来のカケラが何であったのかははっきりしないままとなっている。
高山 やなぎ（たかやま やなぎ）
声 - 早見沙織
モデルを目指す渚ヶ丘高校3年生。幼少時に母（声 - 中川由貴）が他界し、父は再婚。再婚相手の息子である雪哉と同居している。
怪我をした雪哉のリハビリに献身的に付き合っている。また、雪哉に好意を抱いている。彼が透子を好きなことを知っているため想いを伝えられずにいたが、記録会後にランニングをしていた雪哉に想いを打ち明ける。透子を巡って起きた駆と雪哉のいさかいから駆のことを快く思っておらず、海辺で駆と遭遇したときには悪態をついた。一人称は「うち」。
透子を除く他のメンバーが駆を「ダビデ」と呼ぶのに対して、駆を「駆」と下の実名で呼び捨てする。
永宮 幸（ながみや さち）
声 - 種田梨沙
日乃出浜高校3年生で透子のクラスメイト。病弱で高校を休みがち。趣味は読書で、眼鏡をかけている。親友の透子に好意を抱いている。透子がキラキラしたものを通して見るモヤモヤしたもののことを知っていた。
他人の感情に敏感であり、透子に馴れ馴れしく接してくる駆に強い警戒心を抱いており、祐を利用して透子と駆の関係を邪魔しようと目論んだりもしていた。物語中盤、検査入院のため病院生活をしていた。祐に想いを寄せられている。退院した後、透子と祐を呼び出し、夏目漱石風に2人に愛を伝えた。
沖倉 駆（おきくら かける）
声 - 逢坂良太
日乃出浜高校に来た転校生。父は建築家、母はピアニストである謎多き少年。
母の仕事について転校を繰り返してきたが、高3の夏休みに父の地元で暮らすこととなる。山歩きが日課。未来の声のようなものを聴く特殊能力を持ち“未来の欠片”と名付けている。今時珍しく携帯を持っておらず、透子からの連絡は家電にかかってくる。透子に対して特別な感情を抱いており、同じく透子を好意的に思っている雪哉に対抗心を覚え、彼の感情を逆なでするような言動を取り、その場にいたやなぎに平手打ちをされていた。それ以来自身の本音を透子に告げ、親密な関係になりつつある。
過去には転校の多い生活の影響で友達は出来るものの、お祭り等ではそれまでに形成された関係に入り込めずに「唐突な当たり前の孤独」を感じる生活を送っていた。透子と出会い“未来の欠片”を共有するようになってからは、本当にそれが“未来”なのか疑問を持つようになり、いつの間にか声も聞こえなくなる。透子以外のメンバーからは「ダビデ」、透子からは「駆君」と呼ばれている。
夏休みの終わりと共に皆の前から去り、その後どうなったのかは明らかにされていない（自宅からテントが消えたため自宅の中で生活を始めた説、母親と海外へ行った説、一人で旅に出た説、そもそも駆という人間自体が存在しない人物だった説など諸説存在する）。
透子をはじめとしたメンバーに下の名前で呼び捨てするが、雪哉のことはフルネームで呼ぶ。
井美 雪哉（いみ ゆきなり）
声 - 島﨑信長
陸上部に所属する日乃出浜高校3年生。短距離走のホープだったが、高1で怪我をしてからはリハビリを続けている。透子に好意を抱いており、駆にライバル心を抱いている。透子がやなぎのために恋愛を解禁したことと、駆が現れた焦りから透子に告白したが、彼女がやなぎを気遣っていることと友達としてしか想っていないことからキッパリ断られた。
記録会の後にやなぎに告白されたが、返事はまだ返せていない。その後、透子とやなぎのことで駆に問い詰められた際に感情的になって彼を殴っている。色々と気持ちの整理をつけるため、陸上部へ復帰し合宿に参加する。陽菜の所属している水泳部の女子からは「五時半の君」と呼ばれ絶大な人気を誇っている。祐とはお互い、呼び捨てで呼ぶ（やなぎともお互いに呼び捨て）。
白崎 祐（しろさき ひろ）
声 - 山下大輝
日乃出浜高校3年生。雪哉とは中学からの友人。ノリがよく明るい性格で、透子たちがいつも集まる「カゼミチ」で店番をしたりしている。幸に好意を抱いているが、空回りしている。検査入院することになった幸の見舞いに毎日病院に通っており、彼女との距離を縮めようと本を読んだり努力している。幸が透子と駆の邪魔をするために自身を利用していたことを知ったときは、複雑な表情を浮かべ病室を後にしている。趣味は山登り。
透子・やなぎのことを「さん」づけで呼ぶが、幸のことは「幸」と呼ぶ。
深水 陽菜（ふかみ ひな）
声 - 東山奈央
透子の妹。日乃出浜第一中学2年生。WEB漫画「陽菜'sリップ」では主人公。天然な姉に反してしっかり者で、度々透子のサポートをしたり駆との関係を応援している。姉の友人であるやなぎに憧れており、その想い人である雪哉には「かっこ悪くならないでください」と声をかけている。
深水 健（ふかみ けん）
声 - 木下浩之
透子・陽菜の父親。ガラス工芸家。工房は厳しい職人だが、家では男1人のため何かと肩身の狭い思いをしている父親。世間の父親同様、娘2人に彼氏が出来ることを危惧している。
深水 真理（ふかみ まり）
声 - 高橋理恵子
透子・陽菜の母親。若い時、透子と同じく“未来の欠片”が見えていた。
白崎 百（しろさき もも）
声 - 茅野愛衣
祐の姉。女子大生。愛車はダイハツ・ミラココア。運転免許を取得したばかりのようで若葉マークを付けており、運転は上手ではなく、車体のあちこちに傷が付いている。幸が検査入院していた病院に、彼氏が入院していたため、よく病院に通っていた。
白崎 又三郎
声 - 西村知道
祐の祖父。自宅でカフェ「カゼミチ」を経営している。
沖倉利尋
声 - 高田裕司
駆の父親。建築家。
沖倉美和子
声 - 田中敦子
駆の母親。ピアニスト。第6話より登場。駆に自身が予定している長期の海外演奏旅行への同行に誘う。

## スタッフ
- 原作 - カゼミチ
- 監督 - 西村純二
- 副監督 - 安斎剛文
- シリーズ構成 - 佐藤梨香、西村ジュンジ
- キャラクターデザイン・総作画監督 - 竹下美紀
- プロップ設定 - 堤谷典子、宮岡真弓
- 美術監督 - 本田敏恵
- 美術設定 - 宮岡真弓、児玉陽平、藤井祐太
- 色彩設計 - 中野尚美
- 撮影監督 - 並木智
- 3D監督 - 春田幸祐
- 編集 - 高橋歩
- 音響監督 - 辻谷耕史
- 音楽 - 松田彬人
- 音楽制作 - ランティス
- プロデューサー - 大島靖、岡村武真、和田洋介、吉江輝成、山崎史紀、堀川憲司
- ラインプロデューサー - 辻充仁
- プロデュース - インフィニット
- アニメーション制作 - P.A.WORKS
- 製作 - glasslip project

## 主題歌
オープニングテーマ「夏の日と君の声」
作詞・歌 - ChouCho / 作曲・編曲 - 渡辺拓也
最終話ではエンディングテーマとして使用。
エンディングテーマ「透明な世界」
作詞 - きみコ / 作曲 - 佐々木淳 / 編曲・歌 - nano.RIPE
最終話では未使用。
イメージソング「ルーセントアイズ」
作詞・歌 - ChouCho / 作曲・編曲 - 矢鴇つかさ（Arte Refact）
最終話では挿入歌として使用。

## 各話リスト
| 話数   | サブタイトル | 脚本                  | 画コンテ          | 演出       | 作画監督                                                 |
| ------ | ------------ | --------------------- | ----------------- | ---------- | -------------------------------------------------------- |
| 第1話  | 花火         | 佐藤梨香              | 西村純二          | 安斎剛文   | 竹下美紀                                                 |
| 第2話  | ベンチ       | 佐藤梨香              | 安斎剛文          | 花井宏和   | 古賀誠                                                   |
| 第3話  | ポリタンク   | 佐藤梨香              | 倉川英揚          | 倉川英揚   | 川面恒介                                                 |
| 第4話  | 坂道         | 西村ジュンジ          | 加戸誉夫          | 太田知章   | 西畑あゆみ                                               |
| 第5話  | 日乃出橋     | 西村ジュンジ          | 安斎剛文          | 安斎剛文   | 宮下雄次、松岡謙治                                       |
| 第6話  | パンチ       | 佐藤梨香              | 川面真也          | 守岡博     | 川面恒介                                                 |
| 第7話  | 自転車       | 安斎剛文              | 山本秀世          | 筑紫大介   | 高原修司、大津直 南東寿幸、津熊健徳 臼田美夫             |
| 第8話  | 雪           | 西村ジュンジ          | 宮崎なぎさ        | 太田知章   | 西畑あゆみ                                               |
| 第9話  | 月           | 佐藤梨香              | 倉川英揚          | 倉川英揚   | 川面恒介、宮下雄次 鈴木理沙                              |
| 第10話 | ジョナサン   | 西村ジュンジ          | 安斎剛文          | 熨斗谷充孝 | 山崎愛、しまだひであき 岡崎裕美                          |
| 第11話 | ピアノ       | 西村ジュンジ          | 篠原俊哉          | 篠原俊哉   | 竹下美紀、宮下雄次 鈴木理沙、深川可純                    |
| 第12話 | 花火（再び） | 西村ジュンジ          | 西村純二          | 安斎剛文   | 竹下美紀、深川可純 朱絃沰、川面恒介 大東百合恵、秋山有希 |
| 最終話 | 流星         | 佐藤梨香 西村ジュンジ | 安斎剛文 西村純二 | 太田知章   | 竹下美紀、宮下雄次 鈴木理沙、申珉旻 徐正徳、朱絃沰       |

## 放送局
| 放送地域 | 放送局               | 放送期間               | 放送日時                     | 放送系列       | 備考             |
| -------- | -------------------- | ---------------------- | ---------------------------- | -------------- | ---------------- |
| 東京都   | TOKYO MX             | 2014年7月3日 - 9月25日 | 木曜 22:30 - 23:00           | 独立局         |                  |
| 兵庫県   | サンテレビ           | 2014年7月4日 - 9月26日 | 金曜 0:30 - 1:00（木曜深夜） | 独立局         |                  |
| 福井県   | 福井テレビ           | 2014年7月4日 - 9月26日 | 金曜 0:50 - 1:20（木曜深夜） | フジテレビ系列 | 本作の舞台       |
| 京都府   | KBS京都              | 2014年7月4日 - 9月26日 | 金曜 1:00 - 1:30（木曜深夜） | 独立局         |                  |
| 愛知県   | テレビ愛知           | 2014年7月4日 - 9月26日 | 金曜 2:05 - 2:35（木曜深夜） | テレビ東京系列 |                  |
| 福井県   | 福井ケーブルテレビ   | 2014年7月5日 -         | 土曜 20:00 - 20:30           | CATV           |                  |
| 福井県   | さかいケーブルテレビ | 2014年7月5日 -         | 土曜 20:00 - 20:30           | CATV           |                  |
| 日本全域 | ニコニコ生放送       | 2014年7月5日 -         | 土曜 22:00 - 22:30           | ネット配信     |                  |
| 日本全域 | ニコニコチャンネル   | 2014年7月5日 -         | 土曜 22:30 更新              | ネット配信     |                  |
| 日本全域 | GYAO!                | 2014年7月6日 -         | 日曜 0:00 更新               | ネット配信     |                  |
| 日本全域 | バンダイチャンネル   | 2014年7月6日 -         | 日曜 12:00 更新              | ネット配信     |                  |
| 日本全域 | dアニメストア        | 2014年7月6日 -         | 日曜 12:00 更新              | ネット配信     |                  |
| 日本全域 | AT-X                 | 2014年7月6日 -         | 日曜 20:30 - 21:00           | CS放送         | リピート放送あり |
| 日本全域 | BS日テレ             | 2014年7月7日 -         | 月曜 0:00 - 0:30（日曜深夜） | BS放送         |                  |
| 石川県   | 石川テレビ           | 2014年7月7日 -         | 月曜 1:40 - 2:10（日曜深夜） | フジテレビ系列 |                  |
| 日本全域 | 楽天ショウタイム     | 2014年7月7日 -         | 月曜 12:00 更新              | ネット配信     |                  |
| 富山県   | 富山テレビ           | 2014年7月9日 -         | 水曜 2:45 - 3:15（火曜深夜） | フジテレビ系列 | P.A.WORKS所在地  |

## BD / DVD
| 巻 | 発売日        | 収録話          | 規格品番   | 規格品番             | 規格品番   |
| 巻 | 発売日        | 収録話          | BD         | BDきゃにめ.jp 限定版 | DVD        |
| -- | ------------- | --------------- | ---------- | -------------------- | ---------- |
| 1  | 2014年10月1日 | 第1話 - 第2話   | PCXG-50411 | SCXG-00061           | PCBG-52551 |
| 2  | 2014年11月5日 | 第3話 - 第4話   | PCXG-50412 | SCXG-00062           | PCBG-52552 |
| 3  | 2014年12月3日 | 第5話 - 第6話   | PCXG-50413 | SCXG-00063           | PCBG-52553 |
| 4  | 2015年1月7日  | 第7話 - 第8話   | PCXG-50414 | SCXG-00064           | PCBG-52554 |
| 5  | 2015年2月4日  | 第9話 - 第10話  | PCXG-50415 | SCXG-00065           | PCBG-52555 |
| 6  | 2015年3月4日  | 第11話 - 第13話 | PCXG-50416 | SCXG-00066           | PCBG-52556 |

## CD
- 「歌声の欠片」(LACA-15465)
  - 2014年10月29日発売 各キャラクターによるキャラクターソングアルバム

  1. 瞳に映るセカイ　　歌：深水透子（深川芹亜）/作詞：rino　作曲：中野ゆう　編曲：ミマフタミカ
  2. Lost Piece　　歌：沖倉 駆（逢坂良太）/作詞：松井洋平　作曲：渡辺 翔　編曲：清水哲平
  3. I'll be→I wanna be　　歌：高山やなぎ（早見沙織）/作詞：松井洋平　作曲・編曲：SHIB
  4. もう一度走り出すために　　歌：井美雪哉（島﨑信長）/作詞：松井洋平　作曲・編曲：本田光史郎
  5. 君へとRefrain　　歌：永宮　幸（種田梨沙）/作詞：rino　作曲・編曲：山元祐介
  6. 読めないカンジ、読みたいオモイ 歌：白崎 祐（山下大輝）/作詞：松井洋平　作曲・編曲：木下智哉
  7. 恋想チケット　　歌：深水陽菜（東山奈央）/ 作詞：rino　作曲・編曲：増谷 賢
  8. あなただけを　　歌：白崎 百（茅野愛衣）/ 作詞：rino　作曲・編曲：渡辺和紀

- 「Glasslip Classics」(LACA-15466)
  - 2014年11月26日発売　本編で使用されたクラシック曲集

  1. ノクターン第2番（ショパン）
  2. ノクターン第20番 嬰ハ短調 「遺作」（ショパン）
  3. 3つのワルツ 第3番 イ短調[注釈 2]（ショパン）
  4. 24の前奏曲第18番（ショパン）
  5. ピアノソナタ第8番「悲愴」第2楽章（ベートーヴェン）
  6. パガニーニ練習曲 S141-2（リスト）
  7. 巡礼の年 第2年「イタリア」より ソナタ風幻想曲「ダンテを読んで」（リスト）
  8. 歌の翼に（メンデルスゾーン）
  9. 幻想即興曲（ショパン）

## メディア展開
陽菜'sリップ
ウェブコミック掲載サイト「ぽにマガ」（ポニーキャニオン）にて2014年7月3日から12月18日まで隔週で全12話が掲載された。作画は加藤マユミ。深水陽菜の視点で描かれている。
小説版 グラスリップ
第1巻は2014年10月3日、第2巻は2015年2月3日、第3巻は2015年7月3日発売。レーベル：ぽにきゃんBOOKS（ポニーキャニオン） / 原作：カゼミチ / 作：内義盛 / イラスト：シノ
こちらもアニメとは異なる視点で展開され、完結編となる第3巻ではアニメの後日談が語られている。

## Webラジオ
『グラスリップ〜カゼミチラジオ〜』のタイトルで、2014年6月30日から10月13日まで音泉およびHiBiKi Radio Stationにて配信された。全16回。
パーソナリティ
- 深川芹亜（深水 透子役）
- 早見沙織（高山 やなぎ役）
- 種田梨沙（永宮 幸役）

ゲスト
- 第4回（2014年7月21日） - 島﨑信長（井美 雪哉役）
- 第9回（2014年8月25日） - 山下大輝（白崎 祐役）
- 第15回（2014年10月6日） - 逢坂良太（沖倉 駆役）
- 第16回（2014年10月13日） - 西村純二（監督）

ラジオCD
- 「グラスリップ～カゼミチラジオ」Vol.1 2014年9月24日発売(TBZR-0305/0306)　
- 「グラスリップ～カゼミチラジオ」Vol.2 2014年12月3日発売(TBZR-0337/0338)
- 「グラスリップ～カゼミチラジオ 特別編　透子と陽菜のおうちらじお」Vol.1 ※TSUTAYA限定レンタル盤(TBCR-0313)

## ラッピング列車

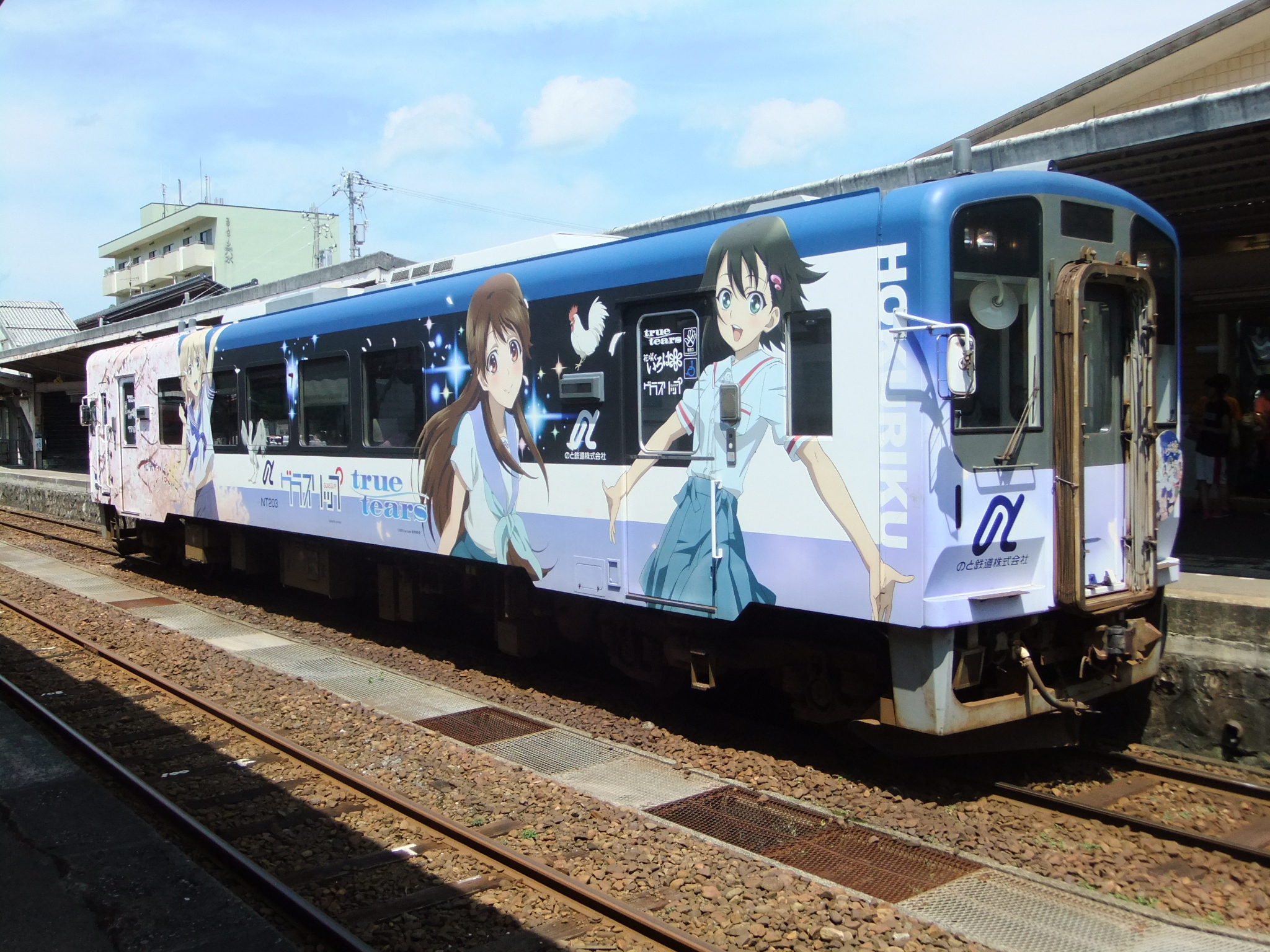
のと鉄道NT203「花咲くいろは」ラッピング車両3号車

のと鉄道にて2014年8月1日からNT203号車がP.A.WORKS制作の北陸3県を舞台としたアニメ『true tears』『花咲くいろは』『グラスリップ』のヒロインが描かれた「花咲くいろは」ラッピング3号車となっている。